# Maximilian Nagel (Theologe)
Maximilian Nagel (* 29. November 1747 in Altdorf bei Nürnberg; † 20. Januar 1772 ebenda) war ein deutscher Theologe.

## Leben
Als Sohn des Hebraisten und Orientalisten Johann Andreas Michael Nagel und dessen Frau Maria Magdalena Riederer, Tochter des Nürnberger Marktvorstehers, wurde Maximilian Nagel am 29. November 1747 in Altdorf geboren. Er hatte 13 Geschwister. Bereits in seiner Kindheit zeigte er sich als sehr begabt, weshalb der Vater sich besonders um die Erziehung seines Sohnes kümmerte. Zum Teil erzog er ihn selber, schickte ihn aber auch auf die Stadtschule. So wurde Nagel in der Philosophie ausgebildet und erlernte die lateinische, die griechische, die französische, die arabische, die hebräische sowie die rabbinischen Sprachen. Anschließend besuchte er an der Universität Altdorf mathematische Vorlesungen Michael Adelbulners. Seit April 1762 studierte er an der Universität und bemühte sich, weitere Wissenschaften zu erlernen. Auch las er in dieser Zeit die Werke griechischer und lateinischer Dichter und weitere Schriften in anderen Sprachen, so die hebräische Bibel. Dabei besuchte er auch Vorlesungen seines Vaters und anderer Gelehrter. Auch der schönen Künste bediente er sich.
Während seines Studiums übte Nagel das Disputieren, sodass er öffentlich Disputationen, Predigten und Katechismen vortrug. Auch schrieb er Gedichte in Deutsch und Latein, dichtete aber bevorzugt lateinisch. Er half seinem Vater bei dessen Werken. Von seinen fleißigen Bemühungen erholte er sich durch Spaziergänge oder indem er Gesellschaften beitrat; so war er Mitglied der deutschen Gesellschaft zu Altdorf und Schatzmeister der lateinischen Gesellschaft ebenda. Dennoch litt er schon seit seinem 20. Lebensjahr an einer Krankheit, die Georg Andreas Will als Hypochondrie bezeichnete. Will erklärt die Erkrankung damit, dass Nagel oftmals bis in die Nacht hinein arbeitete und nicht selten der erste in seines Vaters Haus war, der wieder aufstand. Diese Krankheit verbarg er aber vor seinem Vater. Bei ihm tat er immer, als sei er munter, da er befürchtete, sein Vater würde ihm das Arbeiten verbieten, wenn er von der Erkrankung erführe. Schließlich erfuhr der Vater aber doch davon. Um seinem Sohn andere Betätigungen zu ermöglichen, schickte er ihn als möglichen Predigerkandidaten nach Nürnberg.
Seit 1769 lebte Nagel in Nürnberg und wirkte zunächst als Privatlehrer, zwei Jahre darauf wurde er auch Predigerkandidat, nachdem er seine Prüfung bestanden hatte. Seither übte er weiter das Predigen und erstellte auch einen Katalog der Nürnbergischen Stadtbibliothek. Anfang 1772 reiste er zurück zu seinem Vater nach Altdorf. Dort starb er am 20. Januar 1772 an einer Auszehrung im Alter von 24 Jahren. Den Vater traf der frühe Tod seines gelehrten Sohnes sehr.

## Schriften
- Elegia de clementia sacratiss. Imperatorum in Norimbergam et Musas Alt. recit. a Max. Nagel. Altdorf 1763.
- Commentatio de codice MS. Bibliothecae acad. Alt. Constantini Africani de febribus. Altdorf 1764.
- Iacturam gravissimam Joh. Christoph. Nagelji his elegis Societatis Lat. Alt. nomine conqueritur Quaestor eiusdem et Frater desuncti Max. Nagelius. Altdorf 1767/1768.
- Carmen lugubre quo dolorem ex praematuro obieu Pet. Paul. Mayeri Societatis Lat. Alt. nomine testarum esse vult Quaestor eiusdem Max. Nagelius. Altdorf 1768.
- Brevis Commentatio (critica ex quatuor particulis Hebraicis biblicis) Ad. Rud. Solgero d. XV. Aug. 1770. ipsi lobelaeum ob munus sacrum L. annos curatum celebranti. Altdorf 1770.